# Вьетто, Лусиано
Лусиа́но Дари́о Вье́тто (исп. Luciano Darío Vietto; родился 5 декабря 1993 года в Кордове, Аргентина) — аргентинский футболист, нападающий клуба «Аль-Хиляль».

## Клубная карьера
Вьетто прошёл футбольные школы «Индепендьенте де Балнеария» и «Эстудиантеса», пока в 2010 году тренер «Расинга», Клаудио Вивас пригласил его в молодёжную команду клуба. Дебют Лусиано состоялся уже при новом тренере Диего Симеоне. 27 октября 2011 года в матче против «Лануса» Вьетто провел свою первую игру в аргентинской Примере. Со следующего сезона Лусиано стал основным нападающим команды. 4 сентября 2012 года в поединке против «Сан-Мартин» нападающий сделал хет-трик, забив свои первые голы за «Расинг».
Летом 2014 года Вьетто перешёл в испанский «Вильярреал». Сумма трансфера составила 5,5 млн евро. 24 августа в матче против «Леванте» он дебютировал в Ла Лиге, заменив во втором тайме Джовани дос Сантоса. 21 сентября в поединке против «Райо Вальекано» Лусиано сделал «дубль», забив свои первые голы за «жёлтую субмарину». В обоих случаях ассистентом выступил Денис Черышев.
Летом 2015 года Вьетто перешёл в «Атлетико Мадрид», заменив ушедшего в «Ювентус» Марио Манджукича. Сумма трансфера составила 20 млн евро, а Лусиано воссоединился с Диего Симеоне, который тренировал его в «Расинге». 12 сентября в матче против «Барселоны» он дебютировал за «матраскников», заменив во втором тайме Габи. 4 октября в поединке против мадридского «Реала» Вьетто забил свой первый гол за «Атлетико».
30 июля 2016-го официальный сайт «Севильи» объявил о том, что аргентинец проведет ближайший сезон в составе нервионцев. За аренду аргентинца обладающий его правами «Атлетико Мадрид» получил 4 миллиона евро. 21 августа в матче против «Эспаньола» Вьетто дебютировал за новую команду. В этом же поединке Лусиано сделал «дубль» забив свои первые голы за «Севилью».
Зимой 2017 года «Валенсия» объявила об аренде Вьетто до конца сезона 2017/18. 6 января в матче против «Жироны» он дебютировал за новый клуб, заменив во втором тайме Санти Мину. 11 февраля в поединке против «Леванте» Лусиано забил свой первый гол за «Валенсию».
9 августа 2018 года официальный твиттер-аккаунт «Атлетико Мадрид» объявил о переходе Лусиано в английский «Фулхэм» на правах аренды до конца сезона 2018/2019 Почти сразу же «Фулхэм» подтвердил сделку в своем твиттере.. 11 августа в матче против «Кристал Пэлас» он дебютировал в английской Премьер-лиге. 29 января 2019 года в матче против «Брайтона» забил первый гол за «Фулхэм».

## Международная карьера
В декабре 2012 года Вьетто попал в заявку молодёжной сборной Аргентины на домашний молодёжный Кубок Америки. На турнире он сыграл в матчах против команд Чили, Парагвая, Боливии и Колумбии. В поединках против боливийцев и парагвайцев Лусиано забил два гола.

## Статистика

### Клубная статистика
По состоянию на 22 июня 2015 года
| Выступление      | Выступление         | Выступление      | Лига | Лига | Кубки | Кубки | Еврокубки | Еврокубки | Остальные | Остальные | Итого | Итого |
| Клуб             | Лига                | Сезон            | Игры | Голы | Игры  | Голы  | Игры      | Голы      | Игры      | Голы      | Игры  | Голы  |
| ---------------- | ------------------- | ---------------- | ---- | ---- | ----- | ----- | --------- | --------- | --------- | --------- | ----- | ----- |
| Расинг           | Примера A Насьональ | 2011/12          | 2    | 0    | 1     | 0     | 0         | 0         | 0         | 0         | 3     | 0     |
| Расинг           | Примера A Насьональ | 2012/13          | 32   | 13   | 1     | 0     | 1         | 0         | 0         | 0         | 34    | 13    |
| Расинг           | Примера A Насьональ | 2013/14          | 35   | 5    | 0     | 0     | 1         | 0         | 0         | 0         | 36    | 5     |
| Расинг           | Итого               | Итого            | 69   | 18   | 2     | 0     | 2         | 0         | 0         | 0         | 73    | 18    |
| Вильярреал       | Примера             | 2014/15          | 32   | 12   | 4     | 0     | 12        | 8         | 0         | 0         | 48    | 20    |
| Вильярреал       | Итого               | Итого            | 32   | 12   | 4     | 0     | 12        | 8         | 0         | 0         | 48    | 20    |
| Атлетико Мадрид  | Примера             | 2015/16          | 6    | 1    | 0     | 0     | 0         | 0         | 0         | 0         | 6     | 1     |
| Атлетико Мадрид  | Итого               | Итого            | 6    | 1    | 0     | 0     | 0         | 0         | 0         | 0         | 6     | 1     |
| Всего за карьеру | Всего за карьеру    | Всего за карьеру | 107  | 31   | 6     | 0     | 14        | 8         | 0         | 0         | 127   | 39    |